# Anatole
Die Anatole (altgriechisch Ἀνατολή Anatolḗ, deutsch ‚Sonnenaufgang, Osten‘) ist eine der Horen der griechischen Mythologie.
Sie wird in der Liste des  Hyginus unter diesem Namen als eine der Horen genannt, bei Nonnos heißt sie Anatolia.
Anatole war auch die Bezeichnung für Kleinasien, davon abgeleitet auch das türkische Anatolien.
In der klassischen Astrologie ist Anatole die griechische Bezeichnung für den Aszendenten beziehungsweise das Erste Haus im Horoskop.